# Mason Plumlee
Mason Alexander Plumlee (ur. 5 marca 1990 w Fort Wayne) – amerykański koszykarz, występujący na pozycji skrzydłowego, mistrz świata, wybrany do pierwszego składu najlepszych debiutantów NBA, obecnie zawodnik Los Angeles Clippers.
W 2009 wystąpił w meczu gwiazd amerykańskich szkół średnich - McDonald’s All-American.
W barwach klubu Milwaukee Bucks występuje jego starszy brat - Miles Plumlee, z którym zdobywał wspólnie mistrzostwo NCAA w 2010 z drużyną Duke Blue Devils.
Pod koniec czerwca 2015 trafił w wyniku wymiany do zespołu Portland Trail Blazers. 13 lutego 2017 został wytransferowany przez Blazers wraz z wyborem II rundy draftu 2018 oraz zobowiązaniami gotówkowymi do the Denver Nuggets, w zamian za Jusufa Nurkicia oraz chroniony wybór I rundy draftu 2017.
1 grudnia 2020 został zawodnikiem Detroit Pistons. 6 sierpnia 2021 został wymieniony do Charlotte Hornets. 9 lutego 2023 trafił w wyniku wymiany do Los Angeles Clippers.

## Osiągnięcia
Stan na 11 lutego 2023, na podstawie, o ile nie zaznaczono inaczej
NCAA
- Mistrz NCAA (2010)[3]
- Zaliczony do:
  - I składu:
    - Academic All-America (2013)[10]
    - ACC (2013)[11]

  - II składu All-American (2013)
  - III składu ACC (2012)
- Laureat nagrody - Pete Newell Big Man Award (2013)[12]

NBA
- Wybrany do I składu debiutantów NBA (2014)[1]

Reprezentacja
- Mistrz świata (2014)
- Wicemistrz Ameryki U-18 (2008)[13]
- Uczestnik:
  - Nike Hoop Summit (2009)
  - mistrzostw świata (2014, 2019 – 7. miejsce)[14]